# Ulises Saucedo
Ulises Saucedo (3 de março de 1896 — 21 de novembro de 1963) foi o treinador da Seleção Boliviana de Futebol durante a Copa do Mundo de 1930, mas ficou mais conhecido por ter sido também árbitro durante a competição.
Ao todo, quinze árbitros participaram no torneio, sendo quatro europeus: um francês (Thomas Balway), um romeno (Constantin Radulescu, também técnico da Seleção da Romênia), e dois belgas (Henri Christophe e Jean Langenus); e onze latino-americanos, entre eles seis uruguaios, um chileno, um mexicano, um brasileiro, um argentino, além do próprio Saucedo, que era boliviano. Como Saucedo e Radulescu vieram a ser árbitros durante o torneio é um dos fatos menos explicados até hoje na história das Copas do Mundo. De todos os árbitros nomeados, o que atraiu mais atenção foi o brasileiro Gilberto de Almeida Rego, graças à sua atuação na partida entre França e Argentina, no qual ele encerrou o jogo por engano quando faltavam ainda seis minutos para o final. O único jogo em que Saucedo foi árbitro, efetivamente, foi entre Argentina e México, no qual os argentinos venceram por 6 a 3. Durante o jogo, Saucedo marcou três pênaltis, embora algumas versões aumentem esse número para cinco. Saucedo foi assistente em mais quatro jogos, incluindo a final entre Argentina e Uruguai.
Sua participação como treinador foi menos notável, já que a Bolívia perdeu os dois jogos do grupo 2, do qual participava, junto com as seleções de Iugoslávia e Brasil. Nas duas partidas, a seleção boliviana perdeu pelo mesmo placar: 4x0.